# Точкування

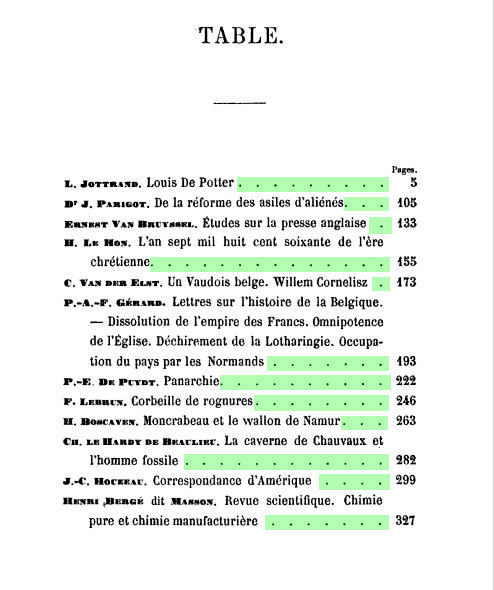
Точкування у змісті виділене зеленим кольором

Точкування або точковання (англ. leader) у типографіці — серія друкованих символів, що використовуються для візуального з'єднання елементів на сторінці, якщо вони розділені значною горизонтальною відстанню; як правило, це довгі лінії з крапок або тире. Наприклад, крапки часто використовуються у змісті (о́главі), щоб з'єднати заголовки розділів із номерами сторінок, на яких ці розділи починаються. Також точкування — синонім пунктирної лінії, пунктиру.
У минулому спеціальні символи точкування розміщувалися на окремих матрицях з трьома або чотирма символами на кожній, тому при друкуванні кожні кілька символів візуально могли розділятись пробілом. Більшість сучасного програмного забезпечення для обробки текстів, текстові редактори та програми для верстання, містять функцію автоматичного створення точкування.

## Unicode
Хоча крапкові виноски вручну найчастіше представляють як ряд символів крапок, існує принаймні три символи Unicode, призначені для представлення крапок. Це U+2024 — одна крапка (․), U+2025 — дві крапки (‥) і U+2026 — три крапки (…).

## Інше
Точкуванням також може називатися створення зображень у вигляді точок: див. наприклад, у статтях про фляндрівку або Kino.